# Lepturíneos
Lepturíneos (Lepturinae) é uma subfamília de coleópteros da família Cerambycidae.

## Tribos
- Tribo Desmocerini Blanchard, 1845
- Tribo Encyclopini LeConte, 1873
- Tribo Lepturini Latreille, 1802
- Tribo Oxymirini Danilevsky, 1997
- Tribo Rhagiini Kirby, 1837
- Tribo Rhamnusiini Sama, 2009
- Tribo Sachalinobiini Danilevsky, 2010
- Tribo Teledapini Pascoe, 1871
- Tribo Xylosteini Reitter, 1913